# Mexitlia altima
Mexitlia altima is een spinnensoort in de taxonomische indeling van de kaardertjes (Dictynidae).
Het dier behoort tot het geslacht Mexitlia. De wetenschappelijke naam van de soort werd voor het eerst geldig gepubliceerd in 1997 door Bond & Opell.